# Новопокровський район
Новопокровський район — муніципальне утворення в Краснодарському краї.
Адміністративний центр — станиця Новопокровська.
Новопокровський район створений у 1924 згідно з Постановою Президії ВЦВК від 19 червня 1924.

## Адміністративний поділ
Територія Новопокровського району складається з:
- 8 сільських поселень
  - Горькобалковське сільське поселення — центр село Гірка Балка
  - Ільїнське сільське поселення Новопокровського району — центр станиця Ільїнська
  - Калніболотське сільське поселення — центр станиця Калніболотська
  - Кубанське сільське поселення Новопокровського району — центр селище Кубанський
  - Незамаєвське сільське поселення Новопокровського району — центр селище Незамаєвський
  - Новоівановське сільське поселення — центр станиця Новоівановська
  - Новопокровське сільське поселення Новопокровського району — центр станиця Новопокровська
  - Покровське сільське поселення — центр селище Новопокровський

Загалом на території району розташовано 32 населених пункту.